# Viktor Ahn
Viktor Ahn (tiếng Nga: Виктор Ан; sinh ngày 23 tháng 11 năm 1985), được biết đến với cái tên Ahn Hyun-soo (tiếng Hàn Quốc: 안현수) và Victor An, là một vận động viên Nga trượt băng tốc độ cự ly ngắn có gốc Hàn Quốc. Sau khi thi đấu cho Hàn Quốc từ thời thơ ấu, năm 2011, anh trở thành công dân Nga và hiện thi đấu cho đội Nga.
Ahn là một trong những vận động viên trượt băng cự ly ngắn xuất sắc mọi thời đại, anh đã giành được 3 huy chương vàng và 1 huy chương đồng ở Thế vận hội Mùa đông 2006 tổ chức tại Torino, Ý, trở thành vận động thành công nhất tại giải này. Ahn cũng giành được 3 huy chương vàng và 1 huy chương đồng ở Thế vận hội Mùa đông 2014 được tổ chức tại Sochi, Nga. Anh cũng là Quán quân Giải vô địch trượt băng tốc độ cự ly ngắn thế giới với 5 lần giành được từ 2003 đến 2007.
Sau khi giành giải huy chương vàng ở Sochi, Ahn đã giải thích lý do anh gia nhập đội Nga rằng: "Tôi đã muốn tập luyện trong môi trường tốt nhất và tôi đã chứng minh được rằng quyết định của mình là không sai". Đúng như dự kiến, sự việc Ahn rời đội tuyển quốc gia gây nên một chấn động lớn ở Hàn Quốc. Tuy nhiên, dư luận không nhắm vào Ahn mà nhắm vào liên đoàn trượt băng nước này. Đa số người hâm mộ Hàn Quốc thể hiện quan điểm thông cảm cho Ahn trong một cuộc thăm dò ý kiến.

## Thời thơ ấu
Ahn bắt đầu học trượt băng khi còn ở trường tiểu học. Lần đầu tiên anh đã xem thể thao trên tivi trong suốt Thế vận hội Mùa đông 1994 diễn ra ở Lillehammer, nơi một trong những thần tượng của mình, Chae Ji-Hoon, giành được huy chương vàng 500m và bạc 1000m cho Hàn Quốc. Huấn luyện viên của Ahn là Kim Ki-Hoon, 3 lần vô địch Olympic, người đã phát hiện ra Ahn và tiếp tục huấn luyện cho anh. Ahn tập luyện từ kỹ thuật, tốc độ và độ bền đến phân tích video 10 tiếng mỗi ngày.

## Sự nghiệp

### Thế vận hội 2002
Ahn tham dự Thế vận hội Mùa đông 2002 ở Thành phố Salt Lake và lọt vào vòng chung kết 1000m nhưng trở về nhà mà không có huy chương nào sau khi dính vào vụ ngã gây tranh cãi với Apolo Ohno, Li Jiajun và Mathieu Turcotte. Vì vậy, điều đó cho phép vận động viên người Úc Steven Bradbury (vận động viên trượt băng tốc độ) giành huy chương vàng.

### Sau Thế vận hội 2002
Ahn giành vô địch giải trẻ thế giới năm 2002 và đứng thứ 2 sau Kim Dong-Sung tại giải Vô địch Trượt băng tốc độ cự ly ngắn thế giới 2002 cùng năm. Anh là vận động viên trượt băng nam đầu tiên đạt được kỳ tích đó. Ahn Hyun Soo đứng đầu trong Bảng xếp hạng Thế giới trong hai giai đoạn mùa giải 2003-2004 và 2005-2006. Anh cũng đang giữ kỷ lục thế giới với nội dung 1500 m.

### Thế vận hội 2006
Ở Thế vận hội Mùa đông 2006, Ahn giành huy chương vàng ở nội dung 1500 m và 1000 m. Anh lập kỷ lục Olympic với thời gian 1:26.739 ở nội dung 1000 m, về nhất trước đồng đội Lee Ho-Suk và đối thủ Ohno. Ahn cũng giành huy chương vàng ở nội dung 5000 m tiếp sức nam cùng với các đồng đội Lee Ho-Suk (이호석), Seo Ho-Jin, và Song Suk-Woo. Anh trở thành vận động viên Hàn Quốc thứ 2 có được 3 huy chương vàng trong 1 kỳ Thế vận hội, người đầu tiên là Jin Sun-Yu (진선유). Ahn cũng có được huy chương đồng ở nội dung 500m. Ít khi có được vị trí dẫn đầu trong toàn bộ cuộc đua, chiến thuật của Ahn là theo sau người dẫn đầu, sau đó dùng làn trượt ngoài (hoặc đôi khi là làn trượt trong nếu có cơ hội) để bứt phá với 2 hoặc 3 vòng đua. Ở nội dung 5000 m tiếp sức tại Thế vân hội Mùa đông 2006, Ahn có được cú bứt phá xuất sắc vượt qua nhà vô địch Olymic Canada ở vòng đua cuối, giúp Hàn Quốc có chiến thắng. Các nhà bình luận thể thao cho rằng Ahn có "tài năng bứt phá làn ngoài" với sự ổn định và hiệu quả rất cao.
Ahn Hyun Soo chiến thắng với 4 huy chương tại Thế vận hội 2006, một kết quả chưa từng có ở bất cứ vận động viên nào trong bộ môn trượt băng. Anh là người Hàn Quốc đầu tiên giành được ít nhất 3 huy chương trong 1 kỳ Thế vận hội Mùa đông.

### Sau Thế vận hội 2006
Mặc dù bị loại trong trận chung kết ở nội dung 500 m và 3000 m tại giải Vô địch Trượt băng tốc độ cự ly ngắn thế giới 2006 ở Minneapolis, Ahn đã có thể khẳng định chức vô địch chung cuộc của mình với các chiến thắng ở hai nội dung 1000 m, 1500 m và trở thành nhà vô địch thế giới với 68 điểm, kế tiếp là đồng hương Lee Ho-Suk với 60 điểm.

### Mâu thuẫn với Liên đoàn Trượt băng Hàn Quốc
Sau giải Vô địch Trượt băng tốc độ cự ly ngắn thế giới 2006, Ahn bay về lại Hàn Quốc. Tại Sân bay quốc tế Incheon, cha của Ahn, Ahn Ki-Won đã có tranh cãi lớn tiếng với phó chủ tịch Liên đoàn Trượt băng Hàn Quốc (KSU) rằng huấn luyện viên không hợp tác với Ahn và âm mưu với các vận động viên trượt ván khác để ngăn chặn Ahn có được danh hiệu vô địch chung cuộc.
Sau đó, đội trượt băng cự ly ngắn Hàn Quốc sau đó đã chia thành 2 phe, một phe là huấn luyện viên nữ ủng hộ Ahn và phe kia là huấn luyện viên nam chống lại Ahn. Căng thẳng lên cao đến mức các vận động viên từ chối ăn cơm trưa trong cùng phòng, ngồi cạnh nhau trên máy bay và ngay cả chia sẻ cùng tầng nhà với nhau. Ahn và Lee Ho-Suk từng học chung trường trung học, và đã chung phòng với nhau năm ngoái tại khu trượt băng, nhưng từ sau đó họ rất hiếm khi nói chuyện với nhau.
Ahn từng nhắc đến trên trang cá nhân của mình rằng căng thẳng đến mức anh muốn từ bỏ sự nghiệp thi đấu thể thao. Vì vấn đề này, KSU cho biết bắt đầu từ mùa giải mới sau đó, đội tuyển sẽ được dẫn dắt bởi một huấn luyện viên trưởng để ngăn chặn sự ganh đua gây hại.

### Sau mâu thuẫn
Sau giải Vô địch Trượt băng tốc độ cự ly ngắn thế giới 2007 tổ chức ở Milan, Ý từ ngày 9 đến ngày 11, tháng 03 năm 2007, Ahn giành chức vô địch thứ năm, kết thúc vị trí đầu ở nội dung 1000 m và 5000 m tiếp sức cùng đồng đội, Sung Si-Bak, Song Kyung-Taek, và Kim Hyun-Kon. Ahn cũng giành huy chương bạc ở nội dung 3000 m, sau đồng hương Song Kyung-Taek, và 2 huy chương đồng ở nội dung 500 m và 1500 m. Anh là người đầu tiên giành 5 chức vô địch Trượt băng cự ly ngắn trên thế giới.

### Chấn thương đầu gối năm 2008
Vào ngày 16 tháng 01 năm 2008, Liên đoàn Trượt băng Hàn Quốc (KSU) đã thông báo rằng Ahn bị chấn thương đầu gối sau khi va cham với hàng rào trong quá trình tập luyện tại Trung tâm Huấn luyện Hàn Quốc ở Taeneung. Ahn sau đó được đưa đến bệnh viện, chấn thương được chẩn đoán là gãy xương đầu gối.
Do chấn thương, KSU thông báo Ahn sẽ không tham dự thi đấu Cúp thế giới Samsung Liên đoàn Trượt băng Quốc tế lần thứ 5 và 6 diễn ra tương ứng ở thành phố Quebec và Salt Lake. Cơ quan này cũng thông báo Ahn cũng không tham gia thi đấu ở giải Vô địch Trượt băng tốc dộ cự ly ngắn thế giới 2008 ở Gangeung hay giải Vô địch đội tuyển thế giới 2008 ở Cáp Nhĩ Tân, Cộng hòa Nhân dân Trung Hoa.
Do kết quả của chấn thương không mong muốn, rõ ràng Ahn không thể bảo vệ 6 danh hiệu Thế giới, để cho các đồng đội Lee Ho-suk, Song Kyung-taek và Lee Seung-hoon có cơ hội vươn lên. Sau chấn thương, giai đoạn phục hồi chức năng của Ahn được dự đoán là khoảng 2-3 tháng.
Sau 8 tháng dưỡng thương, một tờ báo Hàn Quốc đưa tin vào ngày 5 tháng 09 năm 2008, Ahn đã quay trở lại tập luyện, trải qua khoảng 2 giờ tăng cường thể chất và trượt băng cùng với khoảng 5 giờ phục hồi chức năng đi kèm với tập luyện sức mạnh cơ bắp. Bài báo cũng nói Ahn đang chú ý đến Thế vận hội Mùa đông 2010 ở Vancouver, Canada.
Vì chấn thương, Ahn không tham gia thi đấu tại giải Vô địch Trượt băng tốc độ cự ly ngắn thế giới 2009 tại Vienna, Áo diễn ra từ ngày 6 đến ngày 8 tháng 03.

### Thế vận hội 2010
Trong các buổi thử nghiệm của đội tuyển quốc gia Hàn Quốc, nhằm để xác định đội hình Thế vận hội và Cúp Thế giới Mùa thu, Ahn không đủ điều kiện. Anh hoàn thành với tổng số điểm ở vị trí thứ 7 chung cuộc (vì Ahn không tham gia thi đấu ở 2 mùa Cúp Thế giới trước, anh cần phải có mặt trong top 3 tổng điểm mới có đủ điều kiện). Do đó, Ahn không tham dự Thế vận hội Mùa đông 2010 ở Vancouver. Tuy nhiên, sau đó anh đã thi đấu tại Thế vận hội Mùa đông 2014 ở Sochi, với tư cách là công dân Nga.

### Di chuyển đến Nga
Ahn dẫn dầu nội dung 3000 m ở mùa giải 2011–2012. Anh cũng ở vị trí thứ một trong đội tiếp sức 5000 m.

### Thế vận hội 2014
Tại Thế vận hội Mùa đông Sochi 2014, Ahn giành huy chương đồng môn Trượt băng tốc độ cư ly ngắn. Đây là huy chương Trượt băng tốc độ cự ly ngắn đầu tiên khi anh chơi cho đội Nga. Ahn sau đó giành huy chương vàng nội dung 1000m, một người Nga khác thi đấu ở nội dung cự ly ngắn này, Vladimir Grigorev giành huy chương bạc.
Ngày 21 tháng 02, Ahn có được chiến thắng chung cuộc thứ 7 và huy chương vàng thế giới thứ 5 Thế vận đội Mùa đông sau khi anh dẫn đầu nội dung chung kết 500 m nam. Với huy chương vàng này, anh trở thành vận động viên trượt băng cự ly ngắn đầu tiên chiến thắng 4 huy chương vàng ở Thế vận hội, 500 m, 1000m, 1500m, 5000 m tiếp sức.
Anh cũng trở thành vận động viên trượt băng tốc độ cự ly ngắn với nhiều huy chương vàng Thế vận hội nhất, 5 huy chương, và tăng lên thành 6 với nội dung 5000 m tiếp sức sau đó cùng ngày. Với huy chương vàng này, anh trở thành vận động viên cự ly ngắn có nhiều huy chương Thế vận hội nhất, với 8 huy chương cùng với Apolo Anton Ohno.

### Sau Thế vận hội 2014
Sau khi kết thúc sự nghiệp trượt băng, Ahn sẽ là huấn luyện viên trượt băng cho đội tuyển quốc gia liên bang Nga.

### Công dân Nga
Ahn được đào tạo ở Nga và đã nhập quốc tịch Nga để thi đấu cho Nga ở nội dung trượt băng tốc độ cự ly ngắn tại Thế vận hội Mùa đông 2014. Cha của Ahn tuyên bố rằng quyết định này là do thiếu sự hỗ trợ từ phía Liên đoàn Trượt băng Hàn Quốc.
Trước khi đến Nga, Ahn không biết tiếng Nga và cũng không có mối quan hệ gia đình với nước Nga. Anh đã cân nhắc việc thi đấu cho Hoa Kỳ nhưng nhận thấy rằng quá trình nhập tịch Nga dễ hơn nhiều. Ahn chọn tên "Viktor" là tên tiếng Nga của mình với nghĩa gốc là chiến thắng  và để vinh danh cho Viktor Tsoi, một ngôi sao nhạc rock Xô Viết có gốc Triều Tiên nổi tiếng.
Ở Hàn Quốc, một cuộc tranh cãi nổ ra xung quanh việc mất Ahn vào tay đội tuyển Nga, sau khi anh tham dự Thế vận hội Mùa đông 2014. Một số tờ báo bày tỏ thái độ khinh bỉ của dư luận Hàn Quốc và các biên tập viên về những hành động của Liên đoàn Trượt băng Hàn Quốc.
Nhà báo Yoo Jee-ho chia sẻ với tờ New York Times rằng công chúng Hàn Quốc có thiện cảm với Ahn sau khi anh đóng góp nhiều huy chương cho đất nước. Họ cũng nói rằng "sự đối xử thiếu công bằng của Liên đoàn cùng các khía cạnh chính trị đã ngăn cản Ahn đến với chiến thắng". "Kết quả xứng đáng cho Viktor", tờ Nhật báo Hàn Quốc JoongAng đăng tin sau khi Ahn giành huy chương vàng 1.000 mét tại Sochi 2014. Tờ Sports Seoul dành ba trang làm rõ lý do Ahn thi đấu cho đội Nga. Bên cạnh đó, tờ Dong-A Ilbo lại nêu "đã đến lúc phải làm rõ những góc tối trong nền thể thao nước nhà" trước khi Olympic 2018 được tổ chức tại Pyeongchang, Hàn Quốc.
Bộ trưởng thể thao và tổng thống Hàn Quốc cam kết sẽ điều tra tận gốc vụ với nỗ lực làm trong sạch nền thể thao trong trước để chuẩn bị cho Thế vận hội Mùa đông 2018 ở Hàn Quốc. Dư luận Hàn Quốc đa số ủng hộ Ahn.